# Arcos (Vila do Conde)
Arcos ist eine ehemalige Gemeinde (Freguesia) im Nordwesten Portugals.

## Geschichte und Sehenswürdigkeiten
Mamoas und andere Funde belegen eine vorgeschichtliche Besiedlung. Auch aus der Castrokultur und der anschließenden Anwesenheit der Römer finden sich Spuren. Der Überlieferung nach unterhielten die Mauren hier eine kleine Festung; jedoch fehlt bisher dafür ein Beleg.
Die denkmalgeschützte romanische Brücke stammt aus dem 12. Jahrhundert. Seit 1836 war Arcos eine Gemeinde des Kreises von Vila do Conde. Laut Gesetz wurde die Gemeinde nach der Kommunalwahl vom 29. September 2013 mit der Gemeinde Rio Mau zur neuen Gemeinde União de Freguesias de Rio Mau e Arcos zusammengeführt.

## Verwaltung
Arcos gehört zum Kreis (Concelho) von Vila do Conde im Distrikt Porto, besitzt eine Fläche von 5,8 km² und hat 819 Einwohner (Stand 30. Juni 2011).
Im Zuge der kommunalen Neuordnung wurde die Gemeinde Arcos zum 29. September 2013 mit Rio Mau zur União de Freguesias de Rio Mau e Arcos zusammengefasst. Sitz der neuen Gemeinde wird Rio Mau, nach abschließender Umsetzung der Neuordnung.

## Söhne und Töchter der Gemeinde
- António Bento Martins Júnior (1881–1963), Erzbischof von Braga